# Triumfetta katangensis
Triumfetta katangensis är en malvaväxtart som beskrevs av R. Wilczck. Triumfetta katangensis ingår i släktet triumfettor, och familjen malvaväxter. Inga underarter finns listade i Catalogue of Life.